# ژرژ لوتنر
ژرژ لوتنر (فرانسوی: Georges Lautner‎؛ ۲۴ ژانویهٔ ۱۹۲۶ – ۲۲ نوامبر ۲۰۱۳) کارگردان اهل فرانسه بود.
وی کارگردان فیلم‌هایی همچون مرگ یک مرد فاسد، سینه‌های یخی، قفسی برای دیوانگان ۳: عروسی و حرفه‌ای بوده است.